# Barravento
Pour plus de détails, voir Fiche technique et Distribution.
Barravento est un film brésilien réalisé par Glauber Rocha, sorti en 1962.

## Synopsis
Dans l'état de Bahia, un homme revient dans le village de pêcheurs qui l'a vu grandir après ses études et tentent d'y défaire les coutumes mystiques.

## Fiche technique
- Titre : Barravento
- Réalisation : Glauber Rocha
- Scénario : Glauber Rocha et Luiz Paulino Dos Santos
- Pays d'origine : Brésil
- Format : Noir et blanc - Mono - 35 mm
- Genre : Film dramatique
- Durée : 78 minutes
- Date de sortie : 1962

## Distribution
- Antonio Pitanga : Firmino
- Luiza Maranhão : Cota
- Lucy de Carvalho : Naína
- Aldo Teixeira : Aruã
- Lidio Silva : Mestre

## Distinctions
Le film a été présenté à la Quinzaine des réalisateurs, en sélection parallèle du festival de Cannes 1969.